# Pietro Respighi

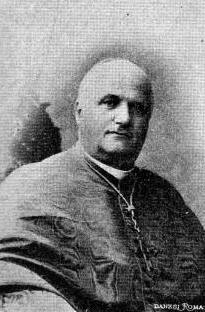
Kardinal Respighi (1895)

Pietro Kardinal Respighi (* 22. September 1843 in Bologna, Kirchenstaat; † 22. März 1913 in Rom) war ein italienischer Geistlicher, Bischof zweier Bistümer und Kurienkardinal.

## Leben
Pietro Respighi empfing am 25. November 1850 das Sakrament der Firmung, am 17. Dezember 1864 wurde er zum Subdiakon geweiht und empfing am 23. Dezember 1865 die Diakonenweihe. Er besuchte das Seminar von Bologna und das Römische Priesterseminar Pius, wo ihm 16. August 1870 der Doktor der Theologie und der Doktor beider Rechte verliehen wurden. Nach der Priesterweihe am 31. März 1866 in Rom arbeitete er von 1872 bis Juni 1874 in der Erzdiözese Bologna als Professor für das Seminar. Er wurde dann Erzpriester der Pfarrei Ss Gervasio e Protasio in Pieve di Budrio.
Am 14. Dezember 1891 wurde er zum Bischof von Guastalla ernannt. Die Bischofsweihe spendete ihm der Kardinalkämmerer und Kardinalvikar, Lucido Maria Parocchi, am 20. Dezember desselben Jahres in Rom; Mitkonsekratoren waren Andrea Aiuti, Sekretär der Congregatio de Propaganda Fide, und Augusto Berlucca, Titularbischof von Helenopolis in Bithynia. Papst Leo XIII. erhob ihn am 30. November 1896 zum Erzbischof von Ferrara.
Papst Leo XIII. nahm ihn am 19. Juni 1899 als Kardinalpriester in das Kardinalskollegium auf und wies ihm am 22. Juni des gleichen Jahres die Titelkirche Santi Quattro Coronati zu. Von seinem Amt als Erzbischof von Ferrara trat er am 19. April 1900 zurück, nachdem er zehn Tage zuvor zum Kardinalvikar ernannt worden war. Von 1900 bis 1908 war er Präfekt der Kongregation für die Bischöfe. Er nahm am Konklave 1903 teil, das Papst Pius X. wählte. Vom 21. Februar 1906 bis zum 15. April 1907 war er Kämmerer des Heiligen Kardinalskollegiums. Am 10. Januar 1910 wurde er Erzpriester der Lateranbasilika.
Pietro Respighi starb 1913 und wurde auf dem Friedhof Campo Verano beigesetzt. Später wurden seine sterblichen Überreste in seine vormalige Titelkirche Santi Quattro Coronati überführt.
Sein Neffe Carlo Respighi war zwischen 1918 und 1947 Präfekt der Päpstlichen Zeremonien.